# Comuna Tereșivți, Hmelnîțkîi
Tereșivți (în ucraineană Терешівці) este o comună în raionul Hmelnîțkîi, regiunea Hmelnîțkîi, Ucraina, formată din satele Redvînți și Tereșivți (reședința).

## Demografie
Componența lingvistică a comunei Tereșivți
     Ucraineană (98,26%)
     Rusă (1,54%)
     Alte limbi (0,1%)
Conform recensământului din 2001, majoritatea populației comunei Tereșivți era vorbitoare de ucraineană (98,26%), existând în minoritate și vorbitori de rusă (1,54%).